# Ragnar Olsen
Ragnar Olsen, född 26 maj 1950 i Tromsø, är en norsk musiker, författare, låtskrivare, kompositör och översättare.
Olsen står bakom många norska översättningar av teaterpjäser och operetter, bland annat En midsommarnattsdröm, Macbeth och Othello av William Shakespeare.